# Nicolas Berthon
Pour les articles homonymes, voir Berthon.
Hippolyte Nicolas Berthon (1831-1888) est un artiste peintre et graveur français, inspiré par le monde paysan.

## Biographie
Né à Paris le 4 août 1831,, formé initialement par son ami Julien de La Rochenoire (1825-1899), il est admis le 10 octobre 1850 aux Beaux-arts de Paris dans l'atelier de Léon Cogniet et d'Adolphe Yvon.
Il commence à exposer au Salon à partir de 1857, des toiles réalistes, dont une série de natures mortes, Le Goûter des moissonneurs, et des paysages. Il ne revient au Salon qu'en 1862. Il est médaillé en 1866 pour deux toiles, Paysan montagnard et Pendant la messe ; il expose régulièrement jusqu'en 1888, année où il reçoit une deuxième médaille. Il devient membre de la Société des artistes français.

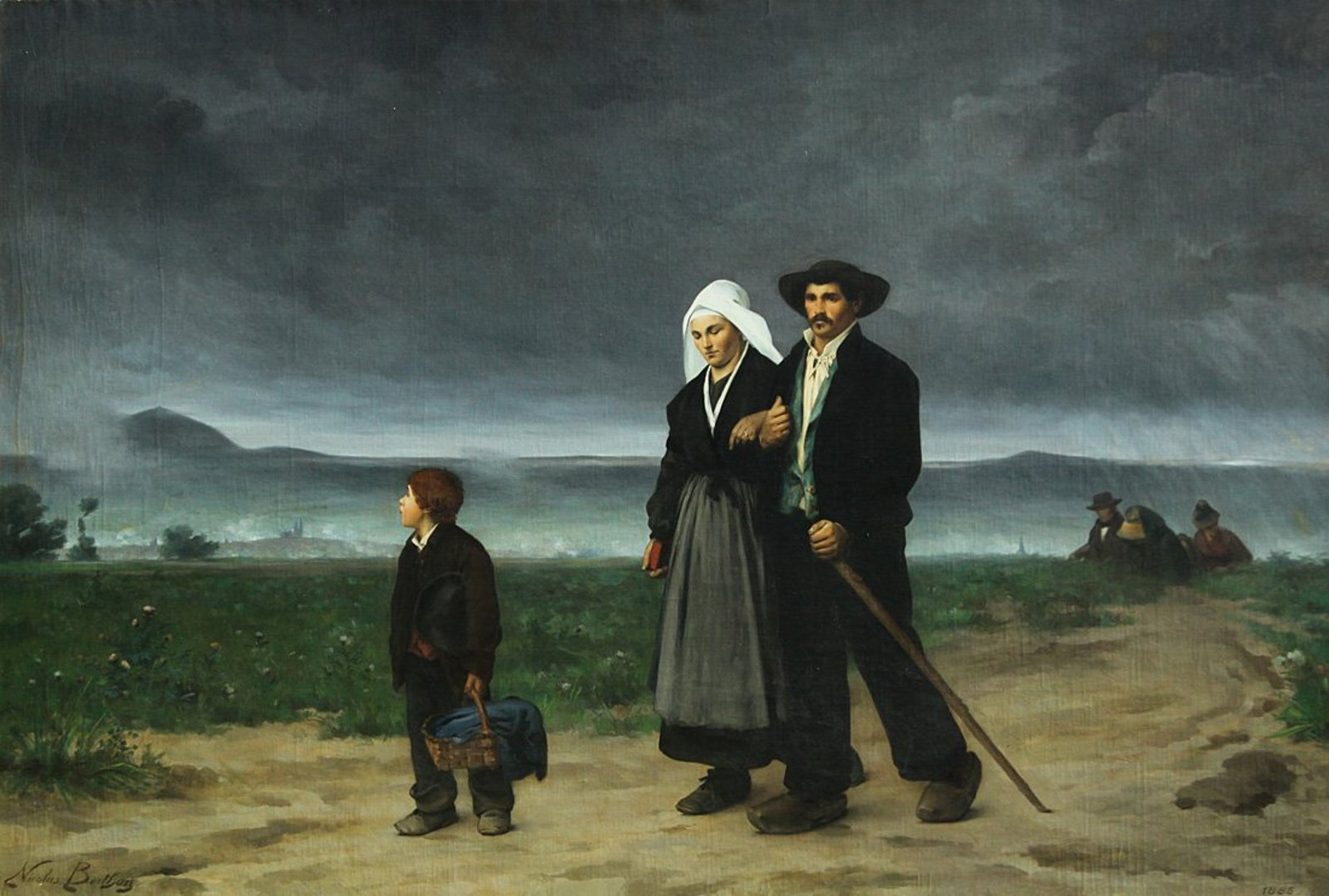
Retour de vêpres, huile sur toile, 1885, collection particulière.

On lui doit de nombreuses scènes champêtres et rustiques, qu'il puise principalement en Auvergne. 
Le 24 août 1863, il épouse à la mairie du IXe arrondissement de Paris, une veuve, Marie Madeleine Joseph Ursule de Carli (1796-1870).
Il meurt le 13 décembre 1888 chez lui rue de Ravignan, après une chute dans son atelier de l'avenue Trudaine, deux mois plus tôt, qui le paralysa.
Parmi ses élèves, on compte Henri Guérard qu'il initie à la gravure et Emmanuel Zamor (1840-1919).

## Collections publiques
- Pendant la messe, souvenir d'Auvergne, huile sur toile, Salon de 1866, Arras, musée des beaux-arts[8].
- La Procession des Pénitents noirs de Billom, huile sur toile, Salon de 1883, Riom, musée Mandet.
- Une étable en Auvergne, huile sur toile, Salon de 1886, localisation inconnue[9].
- Moisson, huile sur toile, 19 x 38 cm, musée de Grenoble[10].
- Chemin en forêt, huile sur toile, 24,5 x 32,1 cm, musée des beaux-arts de Dole[11].

## Annexe